# 483
483 (CDLXXXIII) var ett normalår som började en lördag i den julianska kalendern.

## Händelser

### Mars
- 13 mars – Sedan Simplicius har avlidit tre dagar tidigare väljs Felix III till påve.

### Okänt datum
- Den bysantinske generalen Illus och kejsar Zenos svärmor Verina försöker störta kejsaren och ersätta honom med en general vid namn Leontius, på grund av Zenos monofysitiska sympatier. Han nedslår dock detta försök.

## Födda
- 11 maj – Petrus Sabbatius, bysantinsk kejsare under namnet Justinianus I.

## Avlidna
- 10 mars – Simplicius, påve sedan 468.[1]